# Plaintel
Plaintel település Franciaországban, Côtes-d’Armor megyében. Lakosainak száma 4571 fő (2022. január 1.). Plaintel Plaine-Haute, Plédran, Saint-Brandan, Saint-Carreuc, Saint-Julien és Plœuc-L'Hermitage községekkel határos.

## Népesség
A település népességének változása:
| Lakosok száma | 2322 | 3436 | 3557 | 3762 | 4246 | 4285 | 4344 | 4441 | 4501 | 4571 |
|               | 1968 | 1982 | 1990 | 2006 | 2013 | 2015 | 2017 | 2019 | 2020 | 2022 |